# Snug Corner
Snug Corner – miasto na Bahamach, na wyspie Acklins. Według danych szacunkowych na rok 2008 liczy 403 mieszkańców. Ośrodek turystyczny. Dziewiętnaste co do wielkości miasto kraju.